# HASAG
Hugo Schneider AG (сокр. HASAG) — немецкая компания по производству металлических изделий из Лейпцига, позднее — один из крупнейших концернов германского военно-промышленного комплекса. Основанная в 1863 году, она прекратила своё существование в 1947 году.

## История
История фирмы восходит к мастерской Эрнста Хеккеля (Ernst Häckel), открытой в 1854 году в саксонском Вурцене. В 1863 году Хеккель совместно с торговцем Хуго Шнайдером (Hugo Schneider) основал в общине Ройдниц под Лейпцигом (с 1889 года — один из городских районов) специализировавшуюся на производстве ламп промышленную мануфактуру нем. Häckel und Schneider, сумевшую в кратчайшие сроки стать одним из самых динамичных предприятий на этом рынке (к 1877 году выручка фирмы выросла в 20 раз).
В 1871 году фирма полностью перешла под контроль Хуго Шнайдера, сыновья которого — при финансовой поддержке банков ADCA, Darmstädter Bank и Privatbank George Meyer — превратили её к 1899 году в акционерное общество Hugo Schneider Aktiengesellschaft (HASAG). Поскольку к тому времени производственные площади в Ройднице более не удовлетворяли потребностей растущего производства, в 1897 году в общине Шёнефельд в непосредственной близости к железнодорожной ветке был приобрён новый обширный участок, на котором к 1898—1899 годам был возведён современный фабричный комплекс. В 1903 году HASAG удалось приобрести берлинскую фирму «Wild & Wessel», с 1905 года она начала широкомасштабное производство автомобильных ламп.
Уже в ходе Первой мировой войны HASAG производил оружейные патроны и прочее вооружение, которое всё более определяло портфель заказов фирмы. После короткого периода гражданского производства, с начала 1930-х годов HASAG вновь активно участвовал в вооружении рейхсвера. Показательно, что уже в 1932 году генеральным директором компании был назначен член НСДАП и позднее СС-штурмфюрер Пауль Будин, его заместителем был СС-штурмфюрер Георг Мумме; военно-экономическое сотрудничество курировал с 1939 года Вильгельм Реннер, отец Ханнелоре Коль. C 1934 года компания непосредственно сотрудничала с министерством вооружения, став одним из крупнейших поставщиков вооруженных сил. Значительную роль в дальнейшем росте производственных мощностей компании сыграл Эдмунд Хеклер, сооснователь Heckler & Koch, обустроивший дочерние предприятия HASAG в Лейпциге, Берлине, Таухе и в Альтенбурге. При этом HASAG, начиная с 1939 года, систематически и во всё более крупных масштабах использовал подневольный труд и был третьей по величине компанией в Германии, использовавшей труд узников концлагерей, особенно на территории оккупированной Польши. В 1944 году HASAG получил от Имперского министерства вооружений эксклюзивный заказ на производство панцерфаустов и смог, несмотря на повреждения на основной площадке в Лейпциге, увеличить свои мощности.
После окончания Второй мировой войны фирма вновь производила гражданскую продукцию (лампы, кастрюли, бидоны и т. д.) вплоть до 1947 года, когда её мощности были демонтированы и вывезены в СССР по программе репараций. Большая часть производственных корпусов была при этом снесена, до наших дней сохранилось лишь бывшее административное здание. В последующие годы здесь размещались научные учреждения Академии наук ГДР, традицию которых с 1991 года продолжает так называемый Лейпцигский научный парк (нем. Wissenschaftpark Leipzig).

### Клейма фирмы
После падения Польши в сентябре 1939 года, завод WWAK продолжал производить боеприпасы под контролем фирмы HASAG. Боеприпасы, изготовленные под управлением HASAG имели клеймо «HASAG», а позднее немецкое военное клеймо «kam». HASAG использовал довоенные запасы патронных гильз для производства патронов с пулей SmE. Как правило, пули имели стальную, плакированную мельхиором оболочку.
Клеймо — HASAG в шестиугольнике — Лейпцигский филиал, остальные филиалы маркировались 2 буквами.
Позже клеймо «HASAG» было заменено клеймом «kam» в соответствии с принятой в Германии трехбуквенной системой клеймения.
Клеймо kam — Hasag, Hugo Schneider A-G., фабрика Скаржиско-Каменна, Польша.

Клеймо nbe — Hasag, Eisen-u. Metallwerke GmbH, фабрика Apparatebau Tschenstochau, Польша